# Australian Open 2018 - Doppio maschile in carrozzina
Joachim Gérard e Gordon Reid erano i detentori del titolo, ma Gérard ha deciso di non partecipare. Reid ha partecipato con Alfie Hewett, ma sono stati sconfitti in finale da Stéphane Houdet e Nicolas Peifer con il punteggio di 6–4, 6–2.

## Teste di serie
1. Alfie Hewett /  Gordon Reid (finale)

1. Stéphane Houdet /  Nicolas Peifer (campioni)

## Tabellone

### Legenda
| - Q = Qualificato - WC = Wild card - LL = Lucky loser | - ALT = Alternate - SE = Special Exempt - PR = Protected Ranking | - w/o = Walkover - r = Ritirato - d = Squalificato |

|  | Semifinali | Semifinali                       | Semifinali                     | Semifinali | Semifinali |  |  | Finale | Finale                         | Finale                         | Finale | Finale |  |
|  |            |                                  |                                |            |            |  |  |        |                                |                                |        |        |  |
|  | 1          | Alfie Hewett Gordon Reid         | 6                              | 4          | [10]       |  |  |        |                                |                                |        |        |  |
|  |            | Gustavo Fernández Shingo Kunieda | 1                              | 6          | [6]        |  |  | 1      | Alfie Hewett Gordon Reid       | Alfie Hewett Gordon Reid       | 4      | 2      |  |
|  |            | Adam Kellerman Stefan Olsson     | Adam Kellerman Stefan Olsson   | 2          | 2          |  |  | 2      | Stéphane Houdet Nicolas Peifer | Stéphane Houdet Nicolas Peifer | 6      | 6      |  |
|  | 2          | Stéphane Houdet Nicolas Peifer   | Stéphane Houdet Nicolas Peifer | 6          | 6          |  |  |        |                                |                                |        |        |  |